# Białka morfogenetyczne kości
Białka morfogenetyczne kości (BMP, z ang. bone morphogenetic protein) – białka z grupy cytokin należące do nadrodziny TGF-β; również znane jako czynniki wzrostu. BMP biorą udział w regulacji wzrostu i różnicowania osteoblastów i chondroblastów. Indukują tworzenie kości w miejscach ektopowych. Znanych jest kilkanaście białek należących do BMP.
W użyciu klinicznym są:
- BMP-2
- BMP-7 - OP-1